# 山野井敦徳
山野井 敦徳（やまのい　あつのり、1944年-　）は、日本の教育学者。川崎医療福祉大学福祉技術学部健康体育学科（教職課程センター）特任教授。
大学教授の移動研究で教育学博士号を取得（広島大学　1985年）。富山大学教育学部教授・広島大学大学教育研究センター・高等教育研究開発センター・教育学研究科高等教育開発教授・専攻長・くらしき作陽大学音楽学部教授・子ども教育学部教授・同学部長を経て、現在、川崎医療福祉大学医療福祉学部特任教授及び広島大学名誉教授・くらしき作陽大学名誉教授。

## 来歴・人物
広島県江田島市生まれ。1967年広島大学教育学部教育学科卒業。73年同大学院教育学研究科博士課程満期退学。1985年「大学教授の社会移動に関する研究」で教育学博士(広島大学）。日本教育社会学会理事、監事、日本高等教育学会理事、編集委員、全国大学教育研究センター協議会事務局幹事など歴任した。1973年富山大学講師、76年助教授、90年教授、1995年広島大学教育学部教授、同大学高等教育研究開発センター教授、2009年定年退職、広島大学名誉教授、くらしき作陽大学音楽学部教授、子ども教育学部教授・学部長、2014年名誉教授。
ライフワークは、大学・大学教授及び学問知に関する流動性（Mobility）についての研究分野を開発し総合的に明らかにした。流動性を三つの視点、すなわち流動性自体の測定研究（教授移動研究、大学教授市場研究、大学教授のキャリア形成研究など）、流動性を拘束する研究（大学教授人事研究、公募制人事研究、任期制人事研究など）及び流動性によって規定される研究（学問的生産性研究、学問的評価研究、学術賞・受賞研究など）を行った。現在、学問知及び大学社会の流動性（継続と革新）の理論的検討について取り組んでいる。

## 著書
- 『大学教授の移動研究 学閥支配の選抜・配分のメカニズム』東信堂 1990

### 共編著
- 『高齢者教育論』松井政明,山本都久共編 東信堂 1997
- 『大学評価の展開』清水一彦共編著 東信堂 講座「21世紀の大学・高等教育を考える」 2004
- 『高等教育概論 大学の基礎を学ぶ』有本章,羽田貴史共編著 ミネルヴァ書房 Minerva教職講座 2005
- 『日本の大学教授市場』編著 玉川大学出版部 高等教育シリーズ 2007
- 『教育社会学概論』有本章,山崎博敏共編著 ミネルヴァ書房 2010
- その他多数。

## 論文
- Cinii